# Мегара (митология)
Вижте пояснителната страница за други значения на Мегара.
Мегара (на старогръцки: Μεγάρα, Megara) в древногръцката митология е първата съпруга на Херакъл.
Мегара е най-възрастната дъщеря на Креон, царят на Тива. Тя е сестра на Хемон, Мегарей (също Менекей) и на Ликомед.
След битката при Орхоменос царят дава най-старата си дъщеря на смелия воин Херакъл. Мегара и Херкъл имат няколко деца (между 2 и 8, според различните автори), един син и една дъщеря. По-късно Херкъл убива в лудост Мегара и децата (Теримах и Офит във Fabulae от Хигин). Вероятно лудостта на Херакъл е отмъщение на Хера, неговата омразна мащеха, която така си отмъстила за изневярата на съпруга си Зевс. По-късно съвзелият се Херакъл искал да се самоубие, но е спрян от Тезей.
В друга версия Херакъл убил само Мегара, понеже му изневерява с един певец, който Херакъл също в афект убива. В Тива за изневяра следва смъртна присъда и убийство на любовника. Самоубийството обаче не отговаряло на законите – Креон го оставя да избяга. Оракулът от Делфи казал на Херакъл, че за наказание за 12 години той трябва да работи при Евристей, царят на Микена. Той му дава тогава прочутите 12 подвига на Херакъл.